# Can Serra de Lledó
Can Serra de Lledó, również: Can Serra Lladó – miejscowość w Hiszpanii, w Katalonii, w prowincji Barcelona, w comarce Maresme, w gminie Argentona.
Według danych INE w 2006 roku liczyła 173 mieszkańców – 89 mężczyzn i 84 kobiety. 